# Kim Won-sik
Kim Won-sik (tiếng Hàn: 김원식; sinh ngày 5 tháng 11 năm 1991) là một cầu thủ bóng đá chuyên nghiệp người Hàn Quốc hiện đang thi đấu cho câu lạc bộ Cheonan City tại K.League 2 ở vị trí trung vệ hoặc tiền vệ phòng ngự.

## Sự nghiệp câu lạc bộ
Anh tập luyện ở Học viện Reading nhờ chương trình đào tạo nước ngoài KFA và thi đấu cho câu lạc bộ Pau ở Championnat de France Amateurs.

### FC Seoul
Anh gia nhập FC Seoul với tư cách là cầu thủ được chọn từ đợt tuyển quân K League 2012.

### Đông Á Thanh Hóa
Tháng 8 năm 2024, câu lạc bộ Đông Á Thanh Hóa ký hợp đồng với Kim Won-sik mà không thông qua huấn luyện viên trưởng thời điểm đó là Velizar Popov. Anh không được huấn luyện viên trọng dụng, chỉ ra sân hai lần: vào thay người ở trận Siêu Cúp Việt Nam 2024 và chơi 69 phút trong một trận đấu ở Giải vô địch bóng đá các câu lạc bộ Đông Nam Á. Đến tháng 10 năm 2024, Thanh Hóa chia tay Kim.

### Cheonan City
Tháng 1 năm 2025, khi đang là cầu thủ tự do, Kim Won-sik ký hợp đồng với Cheonan City, một câu lạc bộ đang thi đấu ở hạng 2 Hàn Quốc.